# Enrico Castelli (cestista)
Enrico Castelli (Milano, 22 febbraio 1909 – Milano, 21 settembre 1983) è stato un cestista e dirigente sportivo italiano.

## Carriera
Ha esordito nella nazionale italiana di pallacanestro a Padova il 3 maggio 1936 nella vittoria per 30-17 sull'Austria. Ha poi giocato tre gare alle Olimpiadi 1936. In totale, ha segnato quattro punti in cinque gare con gli azzurri.
Ha vinto quattro scudetti consecutivi con la maglia della Borletti Milano: nel 1936, nel 1936-37, nel 1937-38 e nel 1938-39.
Fu anche commissario CONI per l'Alta Italia della Federazione Italiana Pallacanestro nel 1945, nel periodo in cui si susseguirono Guido Graziani e Decio Scuri ai vertici della federazione e in attesa della nomina di Aldo Mairano quale presidente a tutti gli effetti.
Riposa al Rialzato A di Levante del Cimitero Monumentale di Milano, nella tomba 222

## Palmarès
- Campionato italiano: 4

Olimpia Milano: 1935-36, 1936-37, 1937-38, 1938-39